# Jan Willem Spruyt
Jan Willem Spruyt (Scherpenzeel, 4 juli 1826 - Natal, 8 september 1908), geboren als Jan Willem Landskroon Spruijt, was een ambtenaar, advocaat en staatsman in de Zuid-Afrikaanse Boerenrepublieken Oranje Vrijstaat en de Zuid-Afrikaansche Republiek. Spruyt was regeringssecretaris (1856-1862) en meerdere malen waarnemend staatspresident van de Oranje Vrijstaat en staatssecretaris van de Zuid-Afrikaanse Republiek (1866-1869).

## Biografie

### Vroege leven en migratie
Spruyt was de zoon van Jacobus Spruijt (1796-1839), een geneesheer, en Antje Landskroon. Zowel de families Spruijt als Landskroon waren actief in de medische praktijk. Drie van de vier broers die Spruijt had, waren arts. Spruyt koos een andere richting en volgde de studie rechtsgeleerdheid aan de Universiteit Leiden, maar daar heeft hij zijn studie waarschijnlijk nooit afgemaakt. Vervolgens ging hij aan de slag als schoolmeester in het dorp Oosterwolde in Friesland. Hier werd hij in 1851 door professor Ulrich Gerard Lauts gerekruteerd om naar Zuid-Afrika te komen. Lauts zette zich in voor de ontwikkeling van goed onderwijs in de nieuwe Boerenrepublieken in Zuid-Afrika. Spruyt was een van de vele Nederlandse immigranten die zich halverwege de negentiende eeuw in de nieuwe Boerenrepublieken vestigden.
Nadat hij was aangekomen in Delagoa Bay op een schip met Johan Arnold Smellekamp als supercargo en zijn twee reisgenoten en medemigranten, Hendrik van der Linden en W.P.J. Poen, reisde hij over het Lebombogebergte in een ossenkar naar de Transvaal. In maart 1852 werd Spruyt benoemd tot schoolmeester in de stad Rustenburg.  Vanwege meningsverschillen onder de Nederlanders in Transvaal, met name tussen ds. Dirk van der Hoff en Smellekamp, die zich inmiddels ook daar had gevestigd, verhuisde Spruyt naar de Oranje Vrijstaat, waar hij zich vestigde in Bloemfontein.

### Ambtenaar in de Oranje Vrijstaat
In Bloemfontein werkte Spruyt als clerk van de Landdrost (1854-1855) en in die hoedanigheid fungeerde hij tweemaal (september 1854 en februari 1855) als secretaris van de Volksraad. Op grond van zijn capaciteiten werd Spruyt in september 1855 benoemd tot waarnemend gouvernements-secretaris tijdens de ziekte van Jacobus Groenendaal. In 1856 werd hij in de vacante functie benoemd en volgde hij Groenendaal permanent op. Spruyt werd door zijn collega's beschouwd als een goede ambtenaar, maar als een mindere politicus en staatsman, reden waarom hij niet werd benoemd tot waarnemend staatspresident toen staatspresident Jacobus Nicolaas Boshoff in 1858 met verlof ging. Spruyt was echter een vertrouweling van Boshoff. Laatstgenoemde stond hem desalniettemin toe om het presidentschap bij verschillende gelegenheden in 1861 en 1862 te vertegenwoordigen in vergaderingen van de Volksraad.
Later fungeerde Spruyt als staatspresident tijdens de afwezigheid van president Pretorius uit Bloemfontein. Hoewel de algemene mening was dat Spruyt een man van mindere kwaliteiten was, werd hij bij zijn aftreden door staatspresident Pretorius geprezen als zeer loyaal en nauwkeurig in zijn werk.
Als ambtenaar had Spruyt een nadrukkelijke invloed op de staatsinrichting van de Oranje Vrijstaat. Zo ontwierp hij het wapen van de Oranje Vrijstaat, en legde de basis voor de modelstaat die de Oranje Vrijstaat in latere jaren zou worden. Spruyt vervulde secretariële functies voor de staatspresident zelf (als griffier), maar vervulde ook taken voor de Volksraad, de regering en de staat. Hij heeft een duidelijke stempel gedrukt op het vroege bestuur en de organisatie ervan. Spruyt hechtte bovendien veel waarde aan goede arbeidsverhoudingen en pleitte voor een verhoging van de ambtenarensalarissen. Dit lukte hem echter niet en uiteindelijk leidde de kwestie van de salarissen tot zijn eigen ontslag. Spruyt vond dat zijn salaris onvoldoende was om met een gezin van te leven en diende zijn ontslag in.

### Wetsagent, uitgever, staatssecretaris
Na zijn ontslag vestigde hij zich als wetsagent in Bloemfontein en trad op als uitgever van het Nederlandstalige weekblad De Tijd. Staatkundig Nieuws- en Advertentieblad voor den Oranje-Vrijstaat, opgericht door Hendrik Antonie Lodewijk Hamelberg als concurrent van de Engelstalige krant The Friend of the Free State and Bloemfontein Gazette.
In 1865 werd Spruyt failliet verklaard en verhuisde hij terug naar de Transvaal. Hier werd hij in november 1866 door de regering van de Zuid-Afrikaanse Republiek op advies van staatspresident Pretorius benoemd tot staatssecretaris. Deze benoeming duurde tot 1869.
In 1870 keerde Spruyt terug naar de Oranje Vrijstaat en richtte hij zijn eigen advocatenpraktijk op. Hij vestigde zich in Ladybrand, een gebied dat door de Oranje Vrijstaat werd veroverd tijdens de laatste Basotho-oorlog van 1867. Zijn insolventie bleef hem echter achtervolgen en nog in 1871 werden enkele van zijn bezittingen, waaronder een gebouwencomplex in Rustenburg, openbaar verkocht.
Pogingen om een publieke positie in de Oranje Vrijstaat te herwinnen mislukten en in 1888 keerde Spruyt opnieuw terug naar de Zuid-Afrikaanse Republiek. Hij mocht als advocaat bij de lagere rechtbanken werken en – omdat hij bekend en populair was – zette hij een succesvol advocatenkantoor op. Tot aan het einde van zijn leven bleef hij een gezonde interesse houden in staatszaken.
In de laatste periode van zijn leven woonde Spruyt in Troyeville, Johannesburg . Hij stierf tijdens een bezoek aan Natal, op 82-jarige leeftijd.

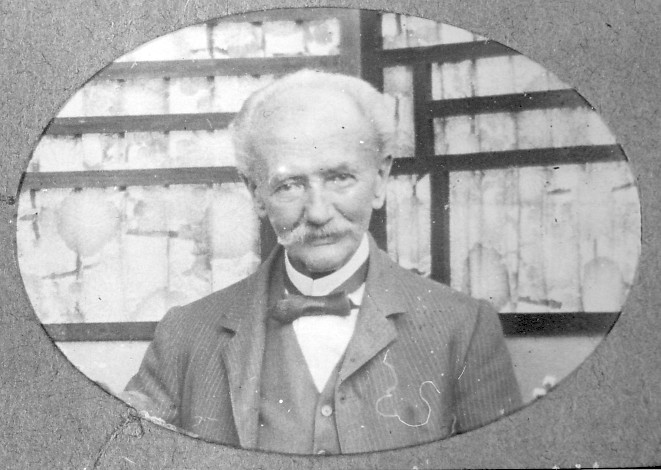
Jan Willem Landskroon Spruyt

### Familie
Spruyt trouwde op 31 december 1856 in Bloemfontein met Elizabeth Emma Hanger (1826–1918), afkomstig uit Peddie in de Kaapkolonie . Het echtpaar kreeg tien kinderen (vijf zonen en vijf dochters): Emma, William, Gerard, Victor, Henrietta, George, Rudolf, Alicia, Elizabeth en Catherine.